# フリーキック (サッカー)

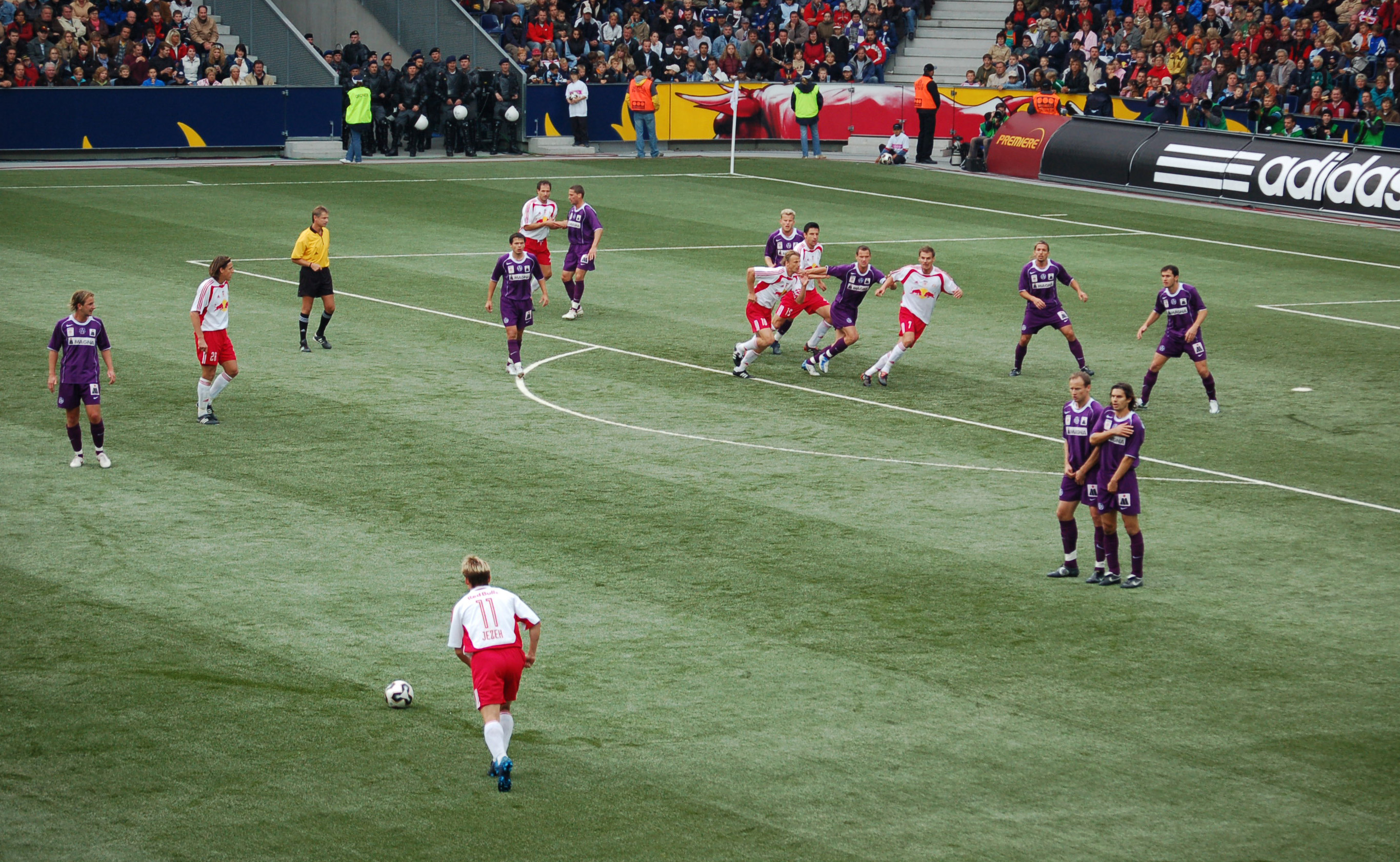
直接フリーキック

サッカーにおけるフリーキック（Free Kick）とは、試合中に何らかのファウル、不正行為が行われた時、反則を受けた側が反則を受けた地点から相手の妨害を受けない形でキックする事によってプレーを再開するルールである。

## 概要
サッカーにおけるフリーキックは直接ゴールを狙う事が許される直接フリーキックと、2人以上のプレーヤーがボールに触れないとゴールが認められない間接フリーキックに分けられる。ペナルティーキックもフリーキックの一種である。

## ルール上の規定
「サッカー競技規則」第13条「フリーキック」(Free kick)
ただし、ペナルティーキックの諸規定については同項目を参照のこと。

### フリーキックが与えられる場合
どのようなファウル、不正行為が直接フリーキック、間接フリーキックに相当するかは第12条の「ファウル、不正行為」に於いて定められている。

### 直接フリーキックが与えられる場合
不用意に、無謀に、または過剰な力によって下記の行為をしたと審判が判断した場合
- チャージする
- 飛びかかる
- 相手を蹴る、または蹴ろうとする
- 相手を押す、つかむ（服や頭髪を含む）
- 打つ (beat)、または打とうとする。頭突きなど、体のどの部分によるかは問わない。
- タックルする、またはチャレンジする
- つまずかせる、またはつまずかせようとする

身体的接触を伴う反則が起きたときは、直接フリーキックまたはペナルティーキックで罰せられる。
- 不用意とは、競技者が相手にチャレンジするときに注意もしくは配慮が欠けていると判断される、または慎重さを欠いて行動すること。懲戒の罰則は、必要ない。
- 無謀とは、競技者が相手競技者にとって危険になる、または結果的にそうなることを無視して行動することで、警告されなければならない。
- 過剰な力を用いるとは、競技者が必要以上の力を用いる、または相手競技者の安全を脅かすことで、退場が命じられなければならない。

競技者が次の反則のいずれかを行った場合
- ボールを手や腕で扱う（ハンド）、ただしゴールキーパーが自陣側ペナルティーエリア内にあるボールを扱う場合を除く[2]。
  - ハンドの反則を判定するにあたり、腕の上限は、脇の下の最も奥の位置までのところとする。競技者の手や腕にボールが触れることのすべてが、反則にはなるわけではない。競技者が次のことを行った場合、反則となる。
    - 例えば手や腕をボールの方向に動かし、意図的に手や腕でボールに触れる。
    - 手や腕で体を不自然に大きくして、手や腕でボールに触れる。手や腕の位置が、その状況における競技者の体の動きによるものではなく、また、競技者の体の動きから正当ではないと判断された場合、競技者は、不自然に体を大きくしたとみなされる。競技者の手や腕がそのような位置にあったならば、手や腕にボールが当たりハンドの反則で罰せられるリスクがある。

  - 相手チームのゴールに次のように得点する。
    - 偶発的であっても、ゴールキーパーを含め、自分の手や腕から直接。
    - 偶発的であっても、ボールが自分の手や腕に触れた直後に。

- 相手を押さえる
- 身体的接触により相手競技者の進行を遅らせる。ただし、プレー範囲内にあるボールをプレーしようとする際を除く。
- チームリストに記載されている者もしくは審判員をかむ、またはこれらに向かってつばを吐く。
- ボール、相手競技者もしくは審判員に向かって物を投げる、または持った物でボールに触れる。

安全なショルダーチャージは合法である。プレー範囲内にあるボールをプレーしようとする際には、腕や足を広げたり、危険でない身体的接触は、ある程度宥恕されるが、不法なもの（一方的に押しまたはぶつかる、苦痛を与える、肘や膝などを入れる、頭部を含む急所や関節に行くなど）は罰せられる。ボールに向かわず相手に向けてのスライディングタックルは、罰せられる。ボールを奪うためのプレーかどうかで判断される。
暴力的、脅迫的な行為は、たとえ些細なものであっても反スポーツ的行為として厳しく罰せられる。競技者の横や後ろから安全でない身体的接触をし、またはしようとする行為も危険であるため同様である。前方からの無謀な、または過剰な力による接触も同様である。
ファウルが無謀な場合、過剰な力による場合や、危険な場合など、悪質と審判が判断した場合には警告または退場処分となり、直接フリーキックが与えられる。
身体的接触を伴うファウルは、間接フリーキックではなく直接フリーキックとなる。
直接フリーキックが守備側のペナルティーエリア内で与えられるべき場合には、ペナルティーキックとなる。
ファウルが移動しながら継続してインプレー中に行われた場合には、最も有利な地点でフリーキック又はペナルティーキックを与える。

### 間接フリーキックが与えられる場合
- ゴールキーパーが自陣ペナルティーエリア内で、手・腕を使用して6秒以上続けてプレイする[4]。（6秒ルール）
  - 実務上は、セービングの後、態勢を立て直す時間などはある程度宥恕され、手・腕で必要以上に長く保持し、またはプレイしている場合に間接フリーキックが与えられる。
  - 他の競技者がボールに触れた時点で6秒ルールはリセットされる。また、競技者のミスプレイや跳ね返りなどで意図せず再び手・腕に触れた場合も対象外である。
- ゴールキーパーが自陣ペナルティーエリア内で、次の場合に手・腕を使用した場合
  - ボールが手・腕から離れたあと、他の競技者に触れる前に、再び手・腕で触れた場合
    - 手で地面にボールをついたり、上に投げて再びキャッチする行為は「離れた」とはされないが、6秒ルールが厳密に適用されうる。
    - ボールを地面に転がしたり、足で、触れたりドリブルした場合は「離れた」とみなされる。

  - ボールが（ペナルティーエリア内外を問わずゴールキーパー以外の）味方側競技者から意図的にゴールキーパーへ向けて直接、足でキックされた場合。[5]（バックパス・ルール）
    - 頭（ヘディング）、胸、背中、尻、膝、太腿、脛によってパスされた場合は対象外。
      - ただし、反スポーツ的行為として警告を受ける場合もある。

    - ミスキックや跳ね返りなどで、意図せずゴールキーパーにボールが向かった場合は対象外。
    - 相手側競技者がボールに触れた時点で対象外となる。

  - 味方側競技者がスローインしたボールを直接受ける場合。
    - 他の競技者がボールに触れた時点で対象外となる。[6]
- ゴールキーパーがボールを合法的に、かつ安定して確実に、両手もしくは片手で持ち、または両手もしくは片手と自身の体もしくは地面との間で保持[7]している時は、相手側競技者はボールをプレイし、またはゴールキーパーに挑むことはできない。なおこの場合にゴールキーパーに身体的接触があった場合は直接フリーキックとなる。[8]
  - セービングの際は、この規定は対象外であるが、しばしばゴールキーパーは手・腕（および頭部）で、相手側競技者は足や脚で、ボールをプレイするため、直接フリーキックの文脈（不用意に、無謀に、または過剰な力）で厳しく判定される。
- 危険な方法でのプレー
  - その他、ボールをプレイする時に、自分や他の競技者を負傷させ、または負傷させるおそれのある全ての行為[9]。ただし、シザーズキック、バイシクルキック、オーバーヘッドキックなどで他の競技者に対し危険でないプレイは行うことができる。
- ボールと無関係に相手の競技者の進路を妨害する行為[10]
  - 意図的に、相手競技者の進路に割り込み、妨げ、ブロックし、スピードを落とさせ、進路を変えさせる行為。ただし、相手または自分がプレー範囲内にあるボールをプレーしようとする際を除く。また、他の競技者に進路を譲る事までは必要ない。
  - 実務上は、ゴール前の競り合いなどは、あからさまな行為でなければ宥恕される。
- ゴールキーパーが自陣ペナルティーエリア内でボールを手・腕から離そうとするために、手・腕から離し、離してキックし、またはキックしようとするのを妨害する行為。
  - 直接の妨害とならない距離で壁やジャンプにより防ぐ行為を除く。
- 反スポーツ的な言動により異議を唱えた場合
- ファウル以外の警告・退場処分となる行為によりプレーが停止され、再開方法に他のルールが適用されない場合。

間接フリーキックとなるのは身体的接触を伴わない場合であり、身体的接触を伴うファウルは、すべて直接フリーキックとなる。

### その他
上記以外にも、その他の反則により、または反スポーツ的行為として、警告・退場処分となる場合があり、その場合の再開方法は規定による。詳細は「ファウル (サッカー)」を参照のこと。

### 規定
- ボールは静止していなければならない。キックの前に風などにより動いた場合は、その後キックされた場合であっても、置き直してフリーキックのやり直しとなる。
- 間接フリーキックが、ゴールエリア内で、攻撃側チームに与えられた場合には、キック地点は、元の地点に最も近い、ゴールラインに平行するゴールエリアのライン上の地点まで下げなければならない。
- 直接または間接フリーキックが、守備側チームに自陣ゴールエリア内で与えられた場合には、ゴールエリア内の任意の地点から行うことができる[11]。
- キックされたボールが明らかに動けば[12]インプレーとなる。
  - かつては、自陣ペナルティーエリア内からのフリーキックの場合はボールがペナルティーエリア外に出た時にインプレーとなっていたが、2019/20 サッカー競技規則より、キックされたボールが明らかに動けばインプレーとなる。この時、相手選手はペナルティーエリア外かつ9.15m以上離れなければならない。ただし相手選手がエリア外に出ようとしている際にキックを行えばインプレーとしての再開が認められ、インプレーとなった以降であればその選手もプレーに参加できる。
- 相手側競技者は、直接または間接フリーキックが命じられてから、インプレーになるまでの間は、
  - キック地点から9.15メートル(10ヤード)以上離れなければいけない。
    - ただし間接フリーキックでは、自陣ゴールのゴールポストの間のゴールライン上に立つ事はできる。
    - さらに、守備側チームのペナルティーエリア内で守備側チームに直接または間接フリーキックが与えられた場合には、この規定に加えて、速やかにペナルティーエリアの外に出ようとしなければならず、かつ、ペナルティーエリア内に入ってはならない。
- ボールがインプレーになるまで、キッカー以外の競技者はボールに触れることはできない。
- ボールがインプレーになった後に、他の競技者に触れるまで、キッカーは再びボールに触れることはできない。
- キックされたボールがインプレーになる前に、競技者[13]がボールに触れ、またはボールが競技者[13]に当たった場合は、反則ではなくフリーキックのやり直しとなる。
- 直接または間接フリーキックがされた時に、キック地点から9.15メートル(10ヤード)以内に居た相手側競技者、またはインプレーになる前にキック地点から9.15メートル(10ヤード)以内に入った相手側競技者（守備側チームのペナルティーエリア内で守備側チームに直接または間接フリーキックが与えられた場合には、ペナルティーエリア内に居た相手側競技者、またはインプレーになる前に同エリア内に入った相手側競技者を含む）は、他の競技者がボールに触れるよりも以前に、ボールに触れ、または触れようとし、その他有利となる行為をしてはならない。違反した場合、反則ではなくフリーキックのやり直しとなる。悪質な場合は警告または退場処分となる。
  - ただし、主審の判断によりアドバンテージを適用できる。
  - ただし、クイックフリーキックが行われ、主審が認めた場合には、この規定は適用されない。
- ボールが正しくインプレーになる前に、諸ルールの違反やその他のファウルがあった場合、悪質な場合は警告または退場処分となり、フリーキックが再び行われる。
- キックされたボールがコーナーポスト、ゴールポストまたはクロスバー、審判などに直接に当たったり、風に吹かれても、ルール適用に変更はない。
- 間接フリーキックが与えられるべきにもかかわらず、主審が間接フリーキックのシグナルを忘れていた場合であって、ボールが直接相手ゴールに入った場合には、間接フリーキックのやり直しとなる。それ以外の場合は、続行される。
- 相手チームの競技者が3名以上で「壁」を作った場合、フリーキックを行うチームの競技者はその壁から1m以上離れていなければならない。これを守らないと間接フリーキックとなる[14]。

### キッカー
与えられた側の任意の競技者がフリーキックを行うことができる。
フリーキックでのフェイント行為は合法である。

### 反則
- インプレーになった後、他の競技者が触れる前に、キッカーが（手・腕以外で）再びボールに触れ、またはキッカーにボールが当たった場合
  - 相手側の間接フリーキックによって試合が再開される。
- インプレーになった後、他の競技者が触れる前に、キッカーが意図的に手または腕で再び触れた場合
  - 再び触れた場所がフリーキックをしたチームの自陣ペナルティーエリアの外側の場合、相手側の直接フリーキックで試合が再開される。
  - 再び触れた場所がフリーキックをしたチームの自陣ペナルティーエリア内の場合、キッカーが自陣側ゴールキーパーの場合には相手側の間接フリーキックで試合が再開される。キッカーがそれ以外の場合、相手側にペナルティキックが与えられる。

### ゴールに入った場合
- 直接フリーキックが行われ、ボールが直接、相手側ゴールラインを完全に越えて相手ゴールに入った場合には、得点となる。
- 間接フリーキックが行われ、ボールが直接、相手側ゴールラインを完全に越えて相手ゴールに入った場合には、相手側ゴールキックとなる。
- 直接または間接フリーキックされたボールが、直接、自陣側ゴールラインを完全に越えて自陣ゴールに入った場合には、相手側の得点にはならず、インプレーになっていなければゴールキックのやり直し、インプレーになっていれば相手側のコーナーキックとなる。
- 上3つの規定は、コーナーポスト、ゴールポストまたはクロスバー、審判などに直接に当たったり、風に吹かれた場合でも、ルール適用に変更はなく、直接ゴールラインを越えたものとみなす。

### 審判員のシグナル
オフサイドの反則以外では、副審は、プレイが停止するまで旗を上に上げて振る。プレイ停止後、フリーキックの行われる方に向けて、旗を斜め上に上げる。なお、直接・間接の区別はしない。フリーキックから正しくインプレーになるまで諸ルールの違反やその他のファウルがあった場合も、プレイが停止するまで、適宜、旗を上に上げる。なお、オフサイドの反則での副審のシグナルは、同項目を参照のこと。
直接フリーキックの場合、主審は笛のあと腕を横向きにしてフリーキックの行われる方向を指し示す。
間接フリーキックの場合には、主審は笛のあと腕を上方に上げる。その後、腕を横向きにしてフリーキックの行われる方向を指し示す。さらにその後は、フリーキック後、他の競技者に触れるかアウトオブプレーになるまで、腕を上方に上げ続ける。

## その他
直接または間接フリーキックから直接ボールを受ける時は、オフサイドの反則は適用される。（ゴールキック、コーナーキック、スローインから直接受ける場合とは、異なる）